# Cleidogona cyclipes
Cleidogona cyclipes är en mångfotingart som beskrevs av Loomis 1969. Cleidogona cyclipes ingår i släktet Cleidogona och familjen Cleidogonidae. Inga underarter finns listade i Catalogue of Life.